# Lagoftalmus
Lagoftalmus je nemogućnost potpunog zatvaranja vjeđa. Oči se treptanjem prekrivaju s tankim slojem suza, pri ćemu se osigurava vlažni medij potreban za stanice vanjskog dijela oka. Suze se također prelijevaju preko stranih tijela i ispiru ih iz oka. To je ključno za održavanje vlaženja i pravilnog zdravlja oka. Ako je ovaj proces oslabljen, kao u lagoftalmusu, mogu se javiti abrazije i infekcije oka. Lagoftalmus dovodi do isušivanja rožnice i ulceracija.

## Patofiziologija
Lagoftalmus može nastati zbog malfunkcije facijalnog živca. Također se može javiti kod komatoznih pacijenata sa smanjenim orbikularnim tonusom, kod pacijenata s paralizom facijalnog živca i kod ljudi s teškim kožnim bolestima poput ihtioza|ihtioze.
Danas se lagoftalmus najčešće javlja nakon što neiskusni ili nerazboriti plastični kirurzi izvode pretjeranu gornju blefaroplastiku, koja se koristi za uklanjanje suvišne kože koja prekriva gornji kapak a dolazi s godinama. Ona može znatno poboljšati pacijentov izgled i pomladiti ga. Ipak, ako se suvišna koža ukloni, izgled je neprirodan i lagoftalmus je jedan od simptoma pretjeranog uklanjanja kože.